# 栃ノ峯甚一郎
栃ノ峯 甚一郎（とちのみね じんいちろう、1907年9月21日 - 1985年5月13日）は、昭和時代の大相撲力士。春日野部屋所属。本名は神山 甚一郎。最高位は西十両8枚目。得意技は押し。

## 大相撲時代
栃木県河内郡絹島村（のち上河内村→上河内町、現在の宇都宮市）出身。春日野部屋に入門し、1926年1月場所に初土俵を踏む。1933年5月場所に十両昇進。十両は連続3場所務めたが、いずれも5勝6敗に終わり、勝ち越すことはできなかった。幕下に落ちてから廃業を決意したが、師匠から新弟子の教育係を命じられた。栃ノ峯の指導を受けた力士に後の横綱・栃錦がいた。1940年5月場所に廃業。

## 警察官時代
1941年頃、警視庁に入り警察官となった。1985年5月13日に満77歳で死去した。

## 主な成績
- 通算成績：51勝44敗46休  勝率.537
- 十両成績：15勝18敗  勝率.455
- 現役在位：17場所
- 十両在位：11場所
- 各段優勝
  - 三段目優勝：1回（1930年5月場所）

### 場所別成績
| 1926年 （大正15年） | （前相撲）              | x | x                         | x |
| 1927年 （昭和2年） | x                       | x | x                         | x |
| 1928年 （昭和3年） | x                       | x | x                         | x |
| 1929年 （昭和4年） | x                       | x | x                         | x |
| 1930年 （昭和5年） | x                       | x | 西三段目12枚目 優勝 6–0   | x |
| 1931年 （昭和6年） | x                       | x | x                         | x |
| 1932年 （昭和7年） | x                       | x | x                         | x |
| 1933年 （昭和8年） | x                       | x | 西十両8枚目 5–6           | x |
| 1934年 （昭和9年） | 東十両11枚目 5–6        | x | 西十両12枚目 5–6          | x |
| 1935年 （昭和10年） | 東幕下3枚目 5–6         | x | 東幕下9枚目 休場 0–0–11   | x |
| 1936年 （昭和11年） | 東幕下9枚目 休場 0–0–11 | x | 東幕下9枚目 休場 0–0–11   | x |
| 1937年 （昭和12年） | 東三段目筆頭 休場 0–0–6 | x | 西三段目33枚目 休場 0–0–7 | x |
| 1938年 （昭和13年） | 東三段目40枚目 6–1      | x | 東三段目3枚目 4–3         | x |
| 1939年 （昭和14年） | 東幕下28枚目 4–3        | x | 西幕下15枚目 4–4          | x |
| 1940年 （昭和15年） | 西幕下12枚目 3–5        | x | 西幕下17枚目 引退 4–4–0   | x |
| 各欄の数字は、「勝ち-負け-休場」を示す。 優勝 引退 休場 十両 幕下 三賞：敢=敢闘賞、殊=殊勲賞、技=技能賞 その他：★=金星 番付階級：幕内 - 十両 - 幕下 - 三段目 - 序二段 - 序ノ口 幕内序列：横綱 - 大関 - 関脇 - 小結 - 前頭（「#数字」は各位内の序列） |                         |   |                           |   |

## 改名歴
- 栃ノ峯 勘一郎（とちのみね かんいちろう）1926年1月場所 - 1933年1月場所
- 栃ノ峯 甚一郎（とちのみね じんいちろう）1933年5月場所 - 1940年5月場所